# Necropsya
Necropsya es una banda de thrash metal de Perú, formada en 1989 por Gustavo Bermúdez (vocalista/guitarra rítmica) y César Morán (bajo).

## Historia
Después de los ensayos y de los cambios de alineación, la banda decide finalmente grabar su primer demo en 1993, titulado “Slaves Of The Magic”. Este demo cogió inmediatamente la atención de los medios que conseguía grandes revisiones en fanzines como Heavy Rock, Metaliko, Iron Page, Metal Hammer y muchos más.
Durante este tiempo compartieron el escenario con otras bandas sudamericanas de alto nivel como Masacre (Colombia), Torturer (Chile), y muchas otras bandas conocidas de la escena metalera peruana. En 1995 la banda se separó por diferencias personales; algunos años después, en el 2001, César Morán se reuniría con Gustavo Bermúdez, juntos deciden rearmar la banda, entonces convocan a Jaime García (ex-Mortem) y a Manuel Rodríguez (ex-Mortala) para ser parte de la nueva alineación y tocar en unos cuantos shows donde se presentarían junto a bandas locales como Anal Vomit, Mortem, Ritual, entre otras.
Tras la buena acogida del público, fueron elegidos para ser teloneros de las bandas Destruction y Kreator en su tour "Hell Comes To South América". Al año siguiente "Slaves Of The Magic" fue reeditado logrando buenos comentarios de nuevo.
En el 2004, Necropsya edita bajo "Legión Of Death Recs" de Francia, un Ep split 7' con los también peruanos y Thrashers Epilepsia, titulado "When Metal Legions come from strange Lands".
El 2008 lanzaron su 1.er disco, este nuevo trabajo se titula "Devastated by Time", producción que los llevó de gira por diversas ciudades del Perú.
En el 2009 Jaime García y Manuel Rodríguez abandonan la banda, siendo sustituidos por Paul Pinto en la batería (que había grabado la batería del primer demo) y Walter "Crucifaia" de Costa en la guitarra
En el 2010 lanzan su segundo disco titulado "Made with Evil", trabajo que recibe todos los elogios por parte de la crítica especializada; ese mismo año fueron seleccionados para telonear a Metallica en el concierto que dieron en Lima-Perú como parte del "World Magnetic Tour".

## Integrantes
- Gustavo Bermúdez - Guitarra rítmica/voz principal
- César Morán - Bajo/coros
- Walter Costa - Guitarra líder
- Paul Pinto - Batería

Actualmente conformado por
- Gustavo Bermúdez - Guitarra/voz
- Walter de Costa - Guitarra líder
- Nicolás Cárdenas - Batería
- Carlos Llosa - Bajo

## Discografía
- Slaves of the Magic (Demo 1993)
- When The Metal Legions Come From Strange Lands (Split-EP 2004)
- Devastated by Time (CD 2008)
- Made with Evil (CD 2010)
- Toward Insanity (CD 2013)
- Involution (Split-CD 2019)
- Inhuman Pestilence (CD 2021)